# Wilhelm Rössler
Wilhelm Rössler (* 10. Oktober 1909 in Mailand, Königreich Italien; † 14. September 1995) war ein österreichischer Botaniker, der vor allem in der Paläobotanik angesiedelt war.

## Leben und Karriere
Wilhelm Rössler wurde am 10. Oktober 1909 als Sohn des k.k. Beamten Rudolf Rössler und dessen Frau Hermine (geborene Makuz) in Mailand im Königreich Italien geboren. Er besuchte die Volksschule in Kerschdorf im Gailtal sowie in Kreuth bei Bleiberg, woher seine Großeltern mütterlicherseits stammten. Sein Vater diente als Frontsoldat im Ersten Weltkrieg. Aufgrund der schlechten wirtschaftlichen Lage der Familie begann Rössler eine Handwerkslehre in einer Schneiderei, die er im Oktober 1928 mit Auszeichnung abschloss. Nach privater Vorbereitung legte er am 16. Februar 1933 am Akademischen Gymnasium Graz die Externistenmatura ab und begann bereits im April 1933 mit dem Studium an der philosophischen Fakultät der Universität Graz, wo er Vorlesungen und Übungen aus Botanik Chemie, Geologie, Mineralogie, Physik, Zoologie sowie Philosophie und Pädagogik belegte. Sein damaliges Ziel war die Erlangung des Lehramtes aus Naturgeschichte und Physik.
Auf Anregung des damaligen Leiters des Phytopaläontologischen Lehrapparates, Bruno Kubart (1882–1959), begann Rössler im Herbst 1935 mit der Untersuchung fossiler Hölzer. Mit der Arbeit „Pliozäne Koniferenhölzer der Umgebung von Gleichenberg in Steiermark“ schloss er seine Studien ab und promovierte am 3. Juli 1937. Nach einer kurzen Tätigkeit als Assistent am Botanischen Institut der Technischen Hochschule München bei Friedrich Boas (1886–1960) kehrte Rössler Anfang Februar 1939 nach Graz zurück. Dort wurde er auf Vorschlag des damaligen Vorstandes Felix J. Widder (1892–1974) Nachfolger von Gustav Kielhauser (1909–?) am Institut für systematische Botanik (dem heutigen Institut für Botanik) und war dort bis zu seiner Pensionierung tätig. Mit einer Arbeit über „Inhalt und systematische Bedeutung der Phloroglucinerbstoffzellen in den Laubblättern europäischer VW<z-Arten“ erfolgte im Jahre 1943 die Habilitation. Weitere zwei Jahre später erhielt er im Jahre 1945 die Venia Legendi.
Am 23. August 1966 wurde Rössler zum Oberassistenten ernannt, gleichzeitig erfolgte die Überstellung in ein dauerndes Dienstverhältnis. Nach der Ernennung zum tit. ao. Univ.-Prof.  am 10. März 1969, erfolgte am 17. Jänner 1973 die Ernennung zum außerordentlichen Universitätsprofessor (ao. Univ.-Prof.) und gleichzeitig zum Leiter der „Abteilung für die Ausbildung der Pharmazeuten“. Nach der Berufung von Friedrich Ehrendorfer (1927–2023) an das Institut für Botanik der Universität Wien trat Rössler von 1. Oktober 1970 bis 29. Februar 1972 als interimistischer Vorstand des Institutes und Direktor des Botanischen Gartens in Erscheinung und übernahm die Supplierung der Hauptvorlesung und die Leitung des Institutes für Paläobotanik. Am 31. Dezember 1974 wurde Rössler, mittlerweile 65-jährig, in den Ruhestand versetzt, den er jedoch nicht antrat; er war daher in den nachfolgenden Jahren weiterhin regelmäßig am Institut tätig. Unter den Lehrstuhlinhabern Widder, Ehrendorfer und Josef Poelt (1924–1995) wirkte er noch bis zum Ende des Sommersemesters 1990 im Lehrbetrieb des Instituts mit.
Nach der anfänglichen Beschäftigung im paläobotanischen Bereich beschäftigte er sich später auch mit systematisch-taxonomischen Fragen und Problemen des Naturschutzes. Auf Anregung von Josef Poelt entstand die im Jahre 1988 veröffentlichte Arbeit „Geschichte des Institutes für systematische Botanik“. Diese Arbeit beinhaltet auch ein Porträt Rösslers, in dem er mitunter die Rückholaktionen von ausgelagertem Institutsinventar in den ersten Nachkriegsjahren beschreibt. Am 14. September 1995 starb Rössler kurz vor seinem 86. Geburtstag. Er war der letzte Institutsangestellte, der aus dem von Kubart geleiteten „Laboratorium für Phytopaläontologie“ hervorgegangen ist. Heute sind Aufsammlungen von Herbarmaterial von seinen Exkursionen, die ihn vor allem in die Steiermark, Kärnten, Oberitalien und Korsika brachten, größtenteils im Herbarium des Instituts für Pflanzenwissenschaften der Universität Graz bzw. ein kleiner Teil auch am Universalmuseum Joanneum untergebracht. Zahlreiche Beiträge wurden für das Exsiccatenwerk Plantae Graecenses, das am Institut für Botanik herausgegeben wurde, gesammelt.
Dem Naturwissenschaftlichen Verein der Steiermark gehörte Rössler in den Jahren 1946 bis 1950 als Präsidiumsmitglied an und fungierte im Jahre 1947 zusätzlich als Fachgruppenvorstand. 1948 war er daraufhin selbst Präsident, wobei er sich in all diesen Jahren um den Wiederaufbau des Vereinslebens in der Nachkriegszeit bemühte. Auch in den Jahrzehnten danach blieb er dem Verein treu und hatte diverse Positionen bzw. Ämter inne. So war er unter anderem zweiter Vizepräsident hinter Otto Burkard (1908–2015), Vater von Rainer Burkard, und Mitherausgeber von Publikationen des Vereins, wie zum Beispiel der Vereinsmitteilungen. Von 1964 bis 1965 war er als Schriftleiter für die Herausgabe der Mitteilungsbände 94 und 95 verantwortlich und war von 1976 bis April 1977 als Kassier tätig.